# 丹恩·唐寧
丹恩·安東尼·唐寧（英語：Dane Anthony Dunning，1994年12月20日—），為美國職棒大聯盟的投手，目前效力於亞特蘭大勇士。他先前曾效力過白襪與遊騎兵兩隊。

## 職業生涯

### 華盛頓國民
2016年大聯盟選秀，國民隊在首輪選進唐寧。而他也從GCL聯盟開啟他的職業生涯，並在季中升上短期1A。

### 芝加哥白襪
2016年12月7日，國民隊將唐寧、盧卡斯·吉奧里托和Reynaldo López交易到白襪，換來亞當·伊頓。2017年，唐寧在1A的防禦率只有0.35。後來他在季中升上高階1A，2018年升上2A。2019年，他因為動了尺骨附屬韌帶重建術而導致整季報銷。不過他在球季結束後仍被加入至40人名單內。
2020年8月19日，唐寧登上大聯盟。他先發4+1⁄3局送出7次三振。最後他整年拿下2勝0敗，防禦率3.97。

### 德州遊騎兵
2020年12月7日，白襪隊將唐寧和Avery Weems交易到遊騎兵，換來蘭斯·林恩。
2021年6月1日，唐寧在跨聯盟戰擊出大聯盟首安。

## 個人生活
唐寧的父親是美國人，母親是韓國人，因此唐寧具有韓國血統。他曾表示自願代表韓國隊出戰經典賽。

## 外部連結
- 球員資訊和成績在MLB ，ESPN ，Baseball Reference ，Baseball Reference (Minors) ，Fangraphs ，The Baseball Cube （英文）